# 7177 Melvyntaylor
7177 Melvyntaylor è un asteroide della fascia principale. Scoperto nel 1990, presenta un'orbita caratterizzata da un semiasse maggiore pari a 2,6890758 au e da un'eccentricità di 0,1933544, inclinata di 12,73363° rispetto all'eclittica.